# Tromsøbron
Tromsøbron (norska: Tromsøbrua) är en konsolbro över Tromsøysundet mellan Tromsdalen på fastlandet och staden Tromsø på Tromsøya i Troms fylke i norra Norge.
Bygget påbörjades 1958, och bron öppnades 1960. Numera tillhör bron fylkesväg 862.
2002 föreslogs att bron skulle byggnadsminnesförklaras, vilket skedde den 17 april 2008 .
Bron var en av Norges värst utsatta för självmord och självmordsförsök , därför byggdes ett högt stängsel för att förhindra detta. Enligt uppgift i norsk media 2008 har svenska Vägverket (numera Trafikverket) övervägt att använda samma lösning i Sverige.

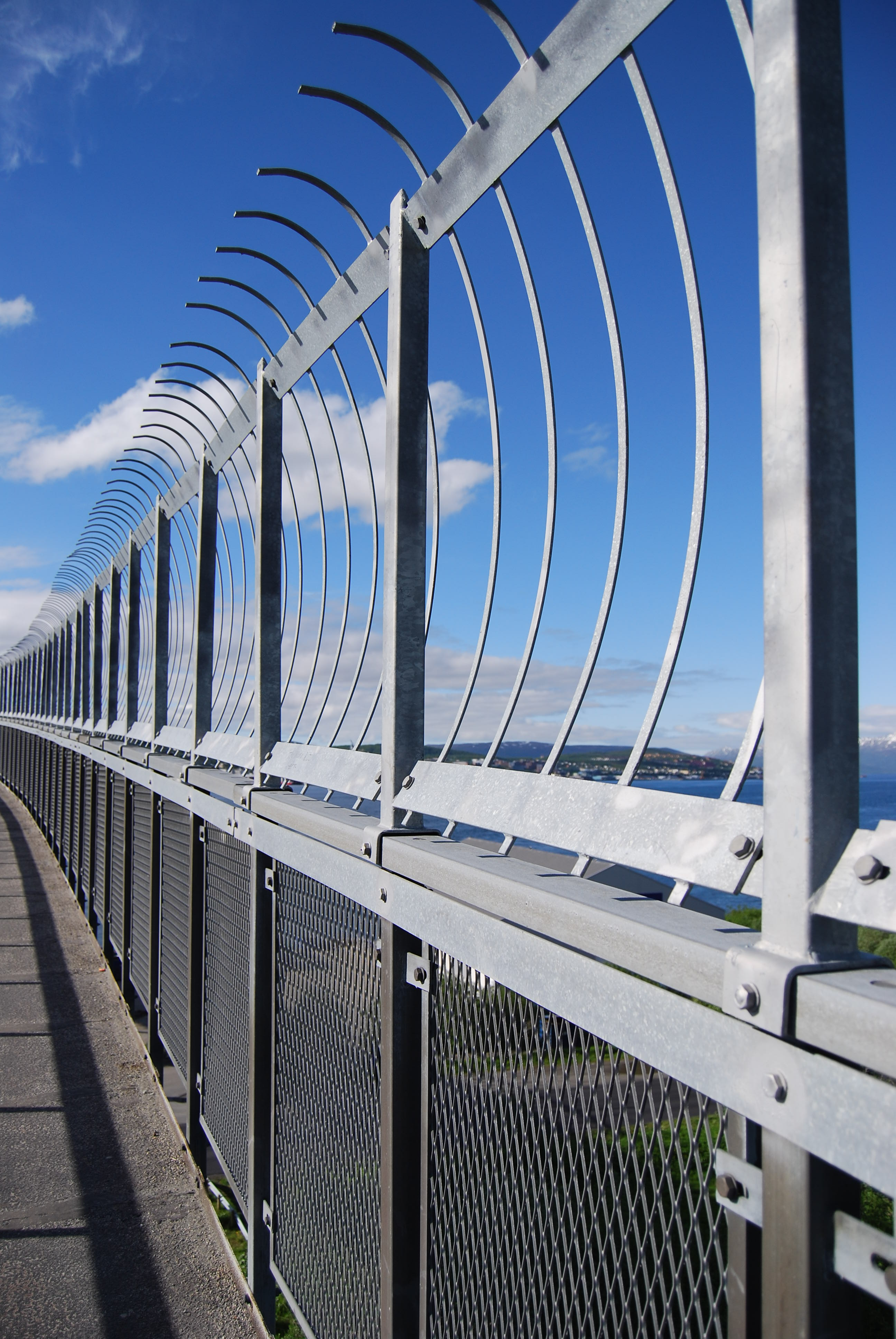
Stängslet som ska förhindra självmord från bron.